# Скотт, Киллиан
Киллиан Скотт (англ. Killian Scott), настоящее имя Киллиан Мёрфи (англ. Cillian Murphy, род. 6 июля 1985) — ирландский актёр. Родился в городе Килмаллок, Ирландия. Учился в Университетском колледже Дублина, затем переехал в Лондон и поступил там в Центр драмы Лондона. Известен благодаря роли Томми в сериале «Любовь/Ненависть» производства RTÉ.
По причине того, что у него есть популярный тёзка-актёр, ему, во избежание путаницы, пришлось взять псевдоним, поменяв свою фамилию на Скотт, а у имени поменять первую букву (в английском с С на К).

## Фильмография

### Фильмы
| Год  | Русское название | Оригинальное название  | Роль           |
| ---- | ---------------- | ---------------------- | -------------- |
| 2007 |                  | Creatures of Knowledge | Мэтт           |
| 2008 | Кристиан Блейк   | Christian Blake        | Охранник       |
| 2009 |                  | The Rise of the Bricks | Люк            |
| 2012 |                  | The Tragedy of Macbeth | Банко          |
| 2013 |                  | The Rafters            | Джонатан       |
| 2013 | Хорошие вибрации | Good Vibrations        | Ронни Мэтьюз   |
| 2013 |                  | Black Ice              | Джимми Дельвин |
| 2014 | Голгофа          | Calvary                | Майло Херли    |
| 2014 | '71              | '71                    | Джеймс Куинн   |
| 2014 |                  | Get Up and Go          | Коилин         |
| 2015 |                  | Traders                | Гарри Фокс     |
| 2016 | Наш против нас   | Trespass Against Us    |                |
| 2018 | Пассажир         | The Commuter           | Дилан          |

### Телесериалы
| Год       | Русское название    | Оригинальное название | Роль               |
| --------- | ------------------- | --------------------- | ------------------ |
| 2010-2014 | Любовь/Ненависть    | Love/Hate             | Томми              |
| 2010      | В одиночку          | Single-Handed         | Джеймс Керриган    |
| 2011-2013 | Джек Тейлор         | Jack Taylor           | Коди               |
| 2014      | Вызовите акушерку   | Call the Midwife      | Деклан Дойл        |
| 2014      | Бестолочи           | Siblings              | Брин               |
| 2016      | Улица потрошителя   | Ripper Street         | Огастус Дав        |
| 2017      | Страйк              | Strike                | Эрик Уордл         |
| 2017      | Проклятие           | Damnation             | Сет Дэвенпорт      |
| 2019      | Дублинские убийства | Dublin Murders        | детектив Роб Райли |
| 2023      | Секретное вторжение | Secret Invasion       | Пейгон             |
| 2024      | Каос                | Kaos                  | Орфей              |